# 웰스 파고 센터 (포틀랜드 (오리건주))
웰스 파고 센터(영어: Wells Fargo Center)는 미국 포틀랜드에 위치하고 있다.

## 같이 보기
- 포틀랜드 (오리건주)의 마천루 목록